# Rhincodon typus
Lo squalo balena (Rhincodon typus Smith, 1828), unica specie del genere Rhincodon e della famiglia Rhincodontidae, è il più grande pesce esistente.
Classificato nel 1828, quando un esemplare di 4,6 m di lunghezza fu arpionato lungo le coste del Sudafrica, venne descritto l'anno seguente dallo zoologo Andrew Smith. Fu inserito come unico rappresentante dei Rincodontidi solamente nel 1984, dopo un lungo dibattito scientifico.
È uno squalo tappeto che si muove lentamente e si nutre filtrando. L'individuo più grande confermato aveva una lunghezza di 20 m. Lo squalo balena detiene molti record di dimensioni nel regno animale, essendo di gran lunga il più grande vertebrato non mammifero vivente.
Lo squalo balena abita le acque aperte degli oceani tropicali e raramente si trova in acque al di sotto dei 21°C (70°F). Gli studi sulle bande di crescita vertebrali e sui tassi di crescita degli squali hanno stimato la durata della vita degli squali balena in 80-130 anni. Gli squali balena hanno bocche molto grandi e sono filtratori, una modalità di alimentazione che si verifica solo in altri due squali, lo squalo megamouth e lo squalo elefante. Si nutrono quasi esclusivamente di plancton e piccoli pesci e non rappresentano una minaccia per l'uomo.
Il nome "squalo balena" si riferisce alle dimensioni del pesce, essendo grande quanto alcune specie di balene, oltre che alle sue abitudini di filtraggio, non dissimili da quelle dei Mysticeti.

## Descrizione
L'aspetto è quello tipico da squalo, tuttavia presenta un corpo maggiormente largo e appiattito sul dorso, con testa smussata e bocca molto ampia.
Le bocche di squalo balena possono contenere oltre 300 file di minuscoli denti e 20 tamponi filtranti che servono per filtrare il cibo. A differenza di molti altri squali, le bocche degli squali balena si trovano nella parte anteriore della testa piuttosto che nella parte inferiore della testa. È stato riferito che uno squalo balena di 12,1 m (39,7 piedi) aveva una bocca larga 1,55 m (5,1 piedi).

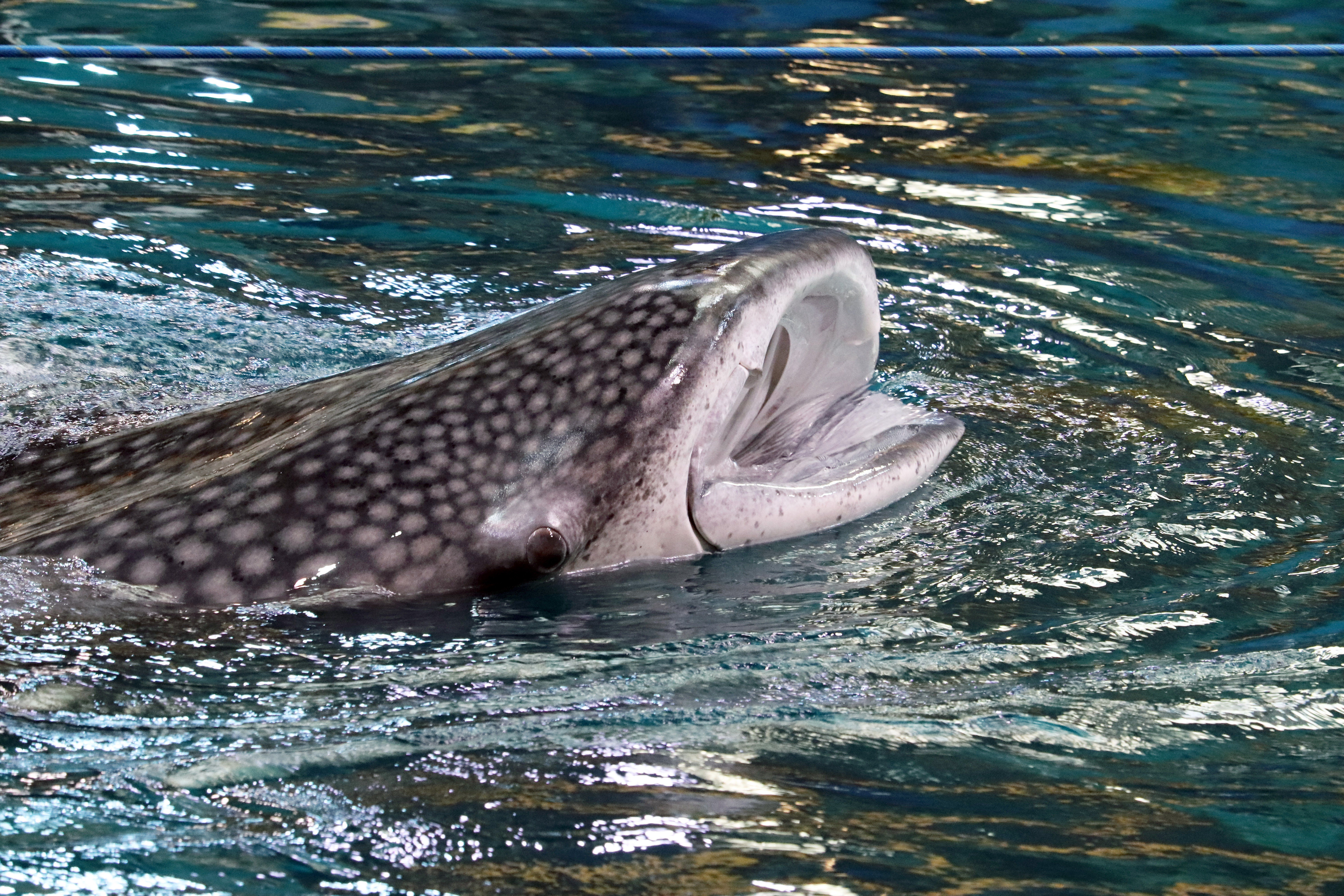
Esemplare fotografato all'acquario della Georgia in Atlanta nel 2018.

La sua pelle è tra le più spesse nel regno animale, fino a 14 cm. Sebbene incuta timore, è relativamente innocuo per l'uomo, che può avvicinarlo con l'unico rischio di essere inavvertitamente urtato dalla sua enorme mole. Si nutre quasi esclusivamente di plancton, filtrando il cibo con le branchie. Le due pinne dorsali non sono molto grosse e posizionate nella metà posteriore del corpo. La pinna caudale è quasi simmetricamente bilobata, le pinne pelviche sono ubicate inferiormente, mentre le pettorali sono assai ampie e posizionate sotto alle due ultime fessure branchiali. La pelle presenta piccole sporgenze a scacchiera evidenziate dalla livrea a punti bianchi su fondo blu-verdastro. Il ventre è biancastro. La coda ha i lobi simili (con il superiore un po' più lungo).

Dimensioni di vari individui di squalo balena con un essere umano per scala.

Lo squalo balena è il più grande animale non cetaceo del mondo. Le prove suggeriscono che gli squali balena mostrano dimorfismo sessuale per quanto riguarda le dimensioni, con i maschi che non crescono tanto quanto le femmine. Uno studio ha esaminato la crescita degli individui di squalo balena in 10 anni ha concluso che i maschi raggiungono in media da 8 a 9 metri (da 26 a 30 piedi) di lunghezza; sebbene questo non rappresenti la dimensione massima possibile. Lo stesso studio prevedeva che le femmine raggiungessero in media una lunghezza di circa 14,5 m (48 piedi), sulla base di dati più limitati. Studi precedenti che stimano la crescita e la longevità degli squali balena hanno prodotto stime che vanno da 14 a 21,9 metri (da 46 a 72 piedi) di lunghezza. Prove limitate, principalmente da maschi, suggeriscono che la maturità sessuale si verifica tra 8 e 9 metri (da 26 a 30 piedi) di lunghezza, con le femmine che possono maturare di dimensioni simili o maggiori. La lunghezza massima della specie è incerta a causa della mancanza di documentazione dettagliata degli individui più grandi segnalati. Sono stati segnalati diversi squali balena di circa 18 m (59 piedi) di lunghezza. Il peso di un adulto può arrivare anche a 25-30 tonnellate.
Il 7 febbraio 2012, un grande squalo balena è stato trovato galleggiare a 150 chilometri (93 miglia) al largo della costa di Karachi, in Pakistan. Si diceva che la lunghezza del campione fosse compresa tra 11 e 12 m (36 e 39 piedi), con un peso di circa 15.000 kg (33.000 libbre).

## Distribuzione e habitat
Abita tutti i mari tropicali e temperati della Terra con temperatura dell'acqua non inferiore a 21 °C.
Questo pesce è principalmente pelagico e può essere trovato sia negli habitat costieri che oceanici, vive in mare aperto ma non nelle maggiori profondità dell'oceano, sebbene sia noto che occasionalmente si immerga a profondità fino a 1.900 metri (6.200 piedi). È migratorio e ha due sottopopolazioni distinte: una atlantica, dal Maine e dalle Azzorre a Capo Agulhas, Sudafrica e una indo-pacifica che detiene il 75% dell'intera popolazione di squali balena. Di solito vaga tra 30°N e 35°S dove le temperature dell'acqua sono superiori a 21 °C (70 °F), ma è stato avvistato a nord fino alla baia di Fundy, in Canada e nel mare di Okhotsk, al nord del Giappone e fino all'estremo sud come Victoria (Australia).
Aggregazioni di alimentazione stagionale si verificano in diversi siti costieri come il Golfo Persico e il golfo di Oman, la Costa di Ningaloo nell'Australia occidentale, l'isola di Darwin nelle Galápagos, Quintana Roo in Messico, la provincia di Inhambane in Mozambico, nelle Filippine, intorno a Mahe alle Seychelles, le coste dell'India del Gujarat e del Kerala, Taiwan, Cina meridionale e Qatar.
Nel 2011, più di 400 squali balena si sono radunati al largo della costa dello Yucatán. È stato uno dei più grandi raduni di squali balena registrati. Le aggregazioni in quell'area sono tra i raduni stagionali più affidabili conosciuti per gli squali balena, con un gran numero che si verifica nella maggior parte degli anni tra maggio e settembre. L'ecoturismo associato è cresciuto rapidamente a livelli insostenibili.

## Biologia

### Alimentazione

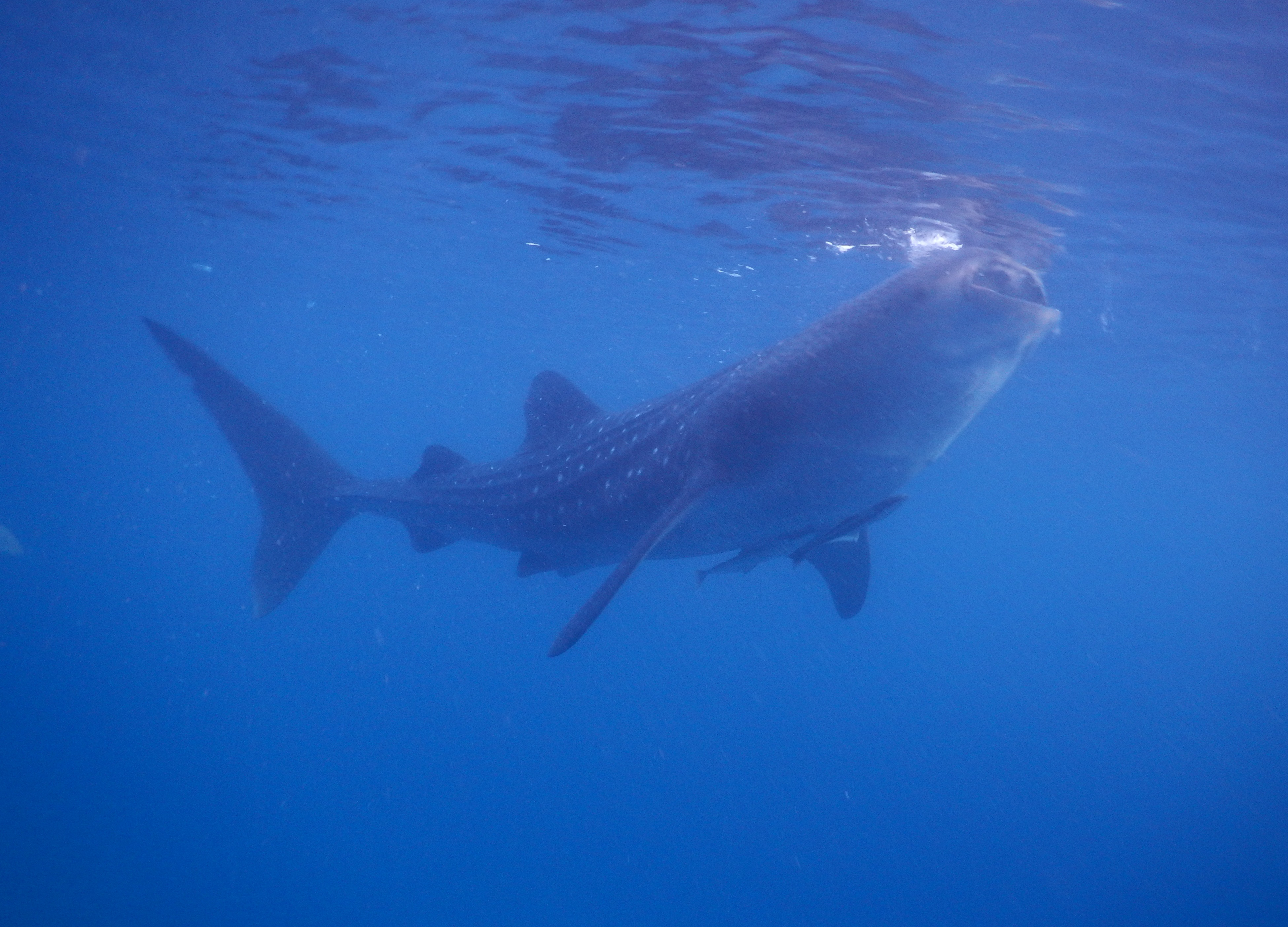
Uno squalo balena nelle Filippine.

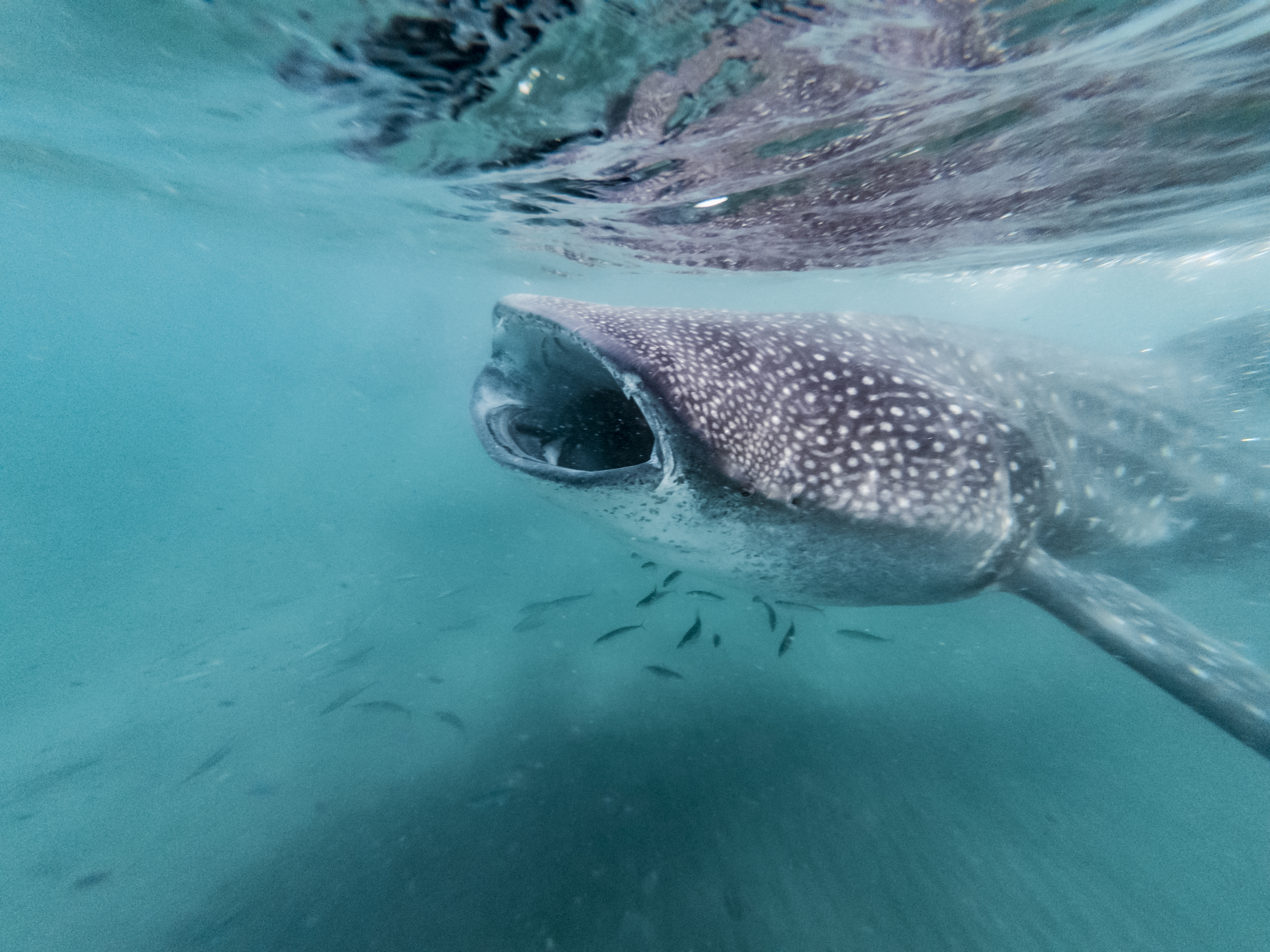
Squalo balena con alimentazione a bocca aperta a La Paz, Messico.

Lo squalo balena è un organismo filtratore, una delle sole tre specie conosciute di squali filtro, insieme allo squalo elefante e allo squalo bocca grande. La sua dieta è composta principalmente da plancton, tra cui copepodi, krill, uova di pesce, larve di granchio rosso dell'isola di Natale e piccole forme di vita nectonica, come calamari e piccoli pesci. Inoltre, si nutre di nuvole di uova durante la deposizione di massa di pesci e coralli.
Le numerose file di denti vestigiali dello squalo balena non svolgono alcun ruolo nell'alimentazione. Il cibo viene catturato attraverso due meccanismi principali: filtrazione passiva (lo squalo apre la bocca e nuota in avanti, spingendo acqua e cibo nella bocca) e aspirazione attiva (lo squalo apre e chiude ripetutamente la bocca, aspirando volumi d'acqua che vengono poi espulsi attraverso le branchie). In entrambi i casi, i tamponi filtranti separano il cibo dall'acqua. Questi tamponi, simili a setacci neri, sono probabilmente rastrelli branchiali modificati. La separazione del cibo avviene attraverso un processo di filtrazione a flusso incrociato, in cui l'acqua scorre quasi parallela alla superficie del tampone filtrante, consentendo alle particelle di cibo più dense di raggiungere la parte posteriore della gola. Questo metodo è estremamente efficiente, riducendo al minimo l'accumulo di particelle sulla superficie del filtro. Gli squali balena sono stati osservati tossire, probabilmente per eliminare accumuli di particelle dai cuscinetti filtranti.
Lo squalo balena è un alimentatore attivo, in grado di concentrarsi su aree con alte densità di plancton o pesce. A differenza dello squalo elefante, che si alimenta passivamente nuotando per spingere l'acqua attraverso le branchie, lo squalo balena può alimentarsi sia in movimento sia stazionando. Si stima che uno squalo balena giovanile consumi circa 21 kg di plancton al giorno.
La dieta dello squalo balena comprende una vasta gamma di organismi planctonici e piccoli nectonici, che si trovano in modo irregolare nello spazio e nel tempo. Tra questi vi sono: krill, larve di granchio, meduse, sardine, acciughe, sgombri, piccoli tonni e calamari.
Nell'alimentazione passiva (detta anche "alimentazione a filtro dell'ariete"), lo squalo balena nuota con la bocca completamente aperta a velocità costante, filtrando particelle di cibo dall'acqua grazie alla propulsione. Questo comportamento si osserva quando la preda è presente a bassa densità.
A causa della sua modalità di alimentazione, lo squalo balena è particolarmente vulnerabile all'ingestione di microplastiche. Studi recenti hanno confermato la presenza di microplastiche nello stomaco di squali balena, sottolineando i rischi ambientali legati alla crescente contaminazione marina.

### Riproduzione
Questi pesci hanno carattere solitario, tuttavia migrano annualmente nei luoghi di riproduzione. Dopo l'accoppiamento le femmine covano le uova nell'utero e partoriscono avannotti vivi di 48–60 cm: sono quindi animali ovovivipari. In entrambi i sessi la maturità sessuale non viene raggiunta fino a quando non superano i 9 metri di lunghezza; anche se non ci sono studi accertati, si pensa ciò corrisponda a un'età di 30 anni.
L'aspettativa di vita va oltre i 60 anni di età e si suppone possa arrivare fino a 100 o più anni.

## Rapporti con l'uomo

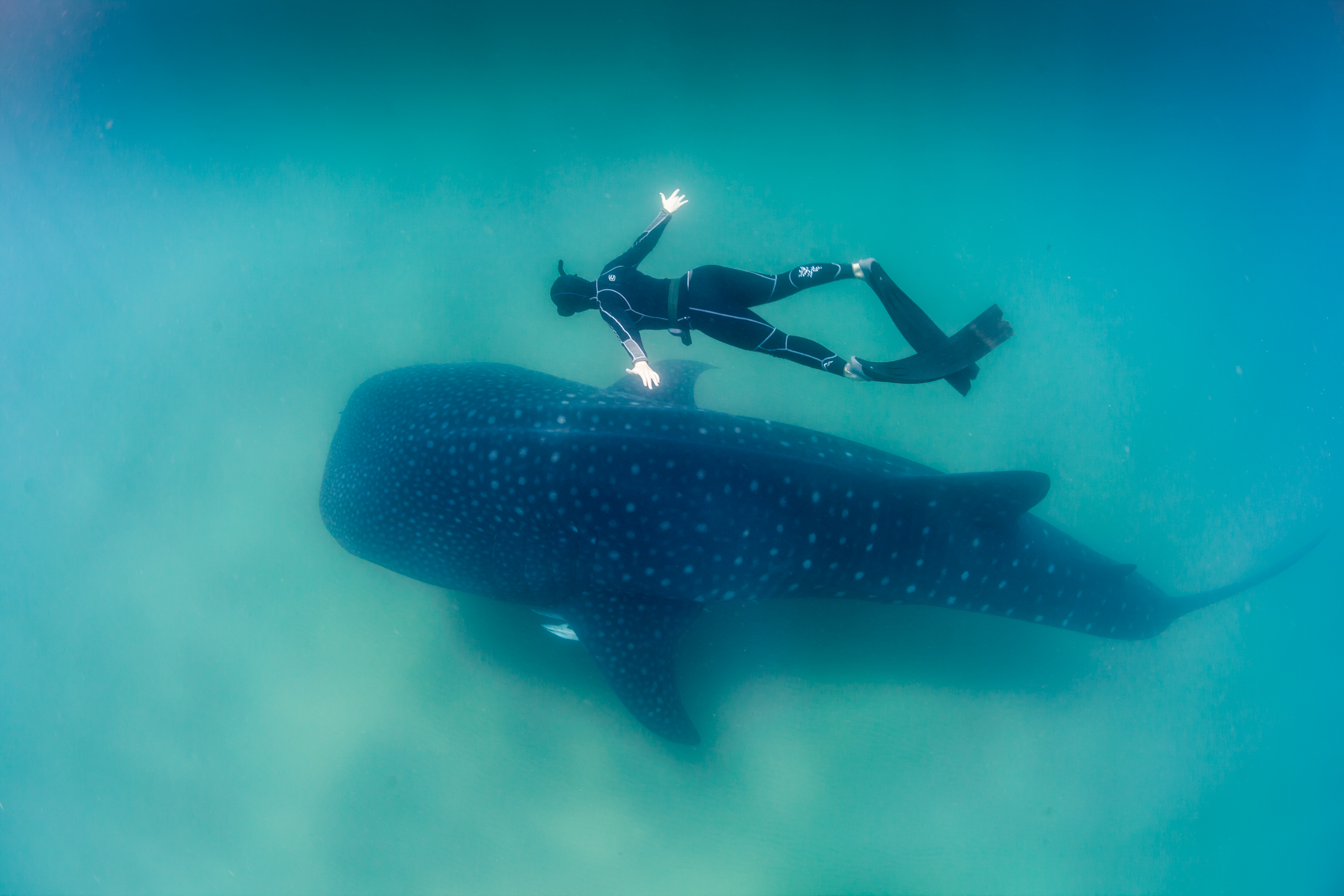
Nuoto a fianco di un apneista adulto.

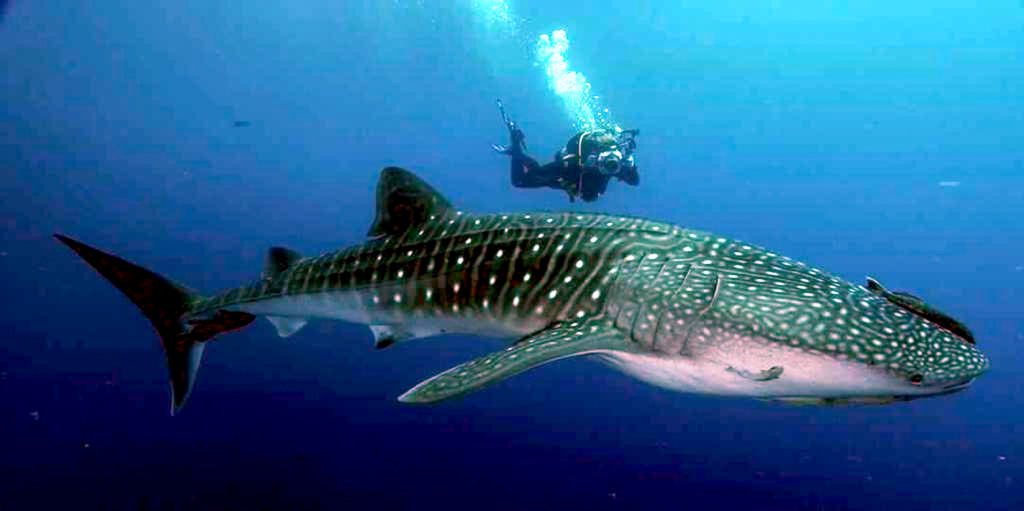
Incontro a Koh Tao, Thailandia.

Nonostante le sue dimensioni, lo squalo balena non rappresenta alcun pericolo per l'uomo. Gli squali balena sono pesci docili e talvolta consentono ai nuotatori di fare un giro, sebbene questa pratica sia sconsigliata dagli scienziati a causa del disturbo agli squali. Gli squali balena più giovani sono gentili e possono giocare con i subacquei. Fotografi subacquei come Fiona Ayerst li hanno fotografati mentre nuotavano vicino all'uomo senza alcun pericolo.
Questo squalo è stato avvistato dai subacquei in molti luoghi, tra cui: Isole della Baia in Honduras, Thailandia, Indonesia, Filippine, Maldive, Mar Rosso, Australia occidentale, Taiwan, Panama, Belize, Mozambico, Sudafrica, Isole Galapagos, Sant'Elena, La Paz, Baja California Sur e Bahía de los Ángeles in Messico, Seychelles, Malesia occidentale, isole al largo della Malesia peninsulare orientale, India, Sri Lanka, Oman, Fujairah, Porto Rico e altre parti dei Caraibi. I giovani possono essere trovati vicino alla costa nel golfo di Tagiura, vicino a Gibuti, nel Corno d'Africa.

## Conservazione

Esemplare di squalo balena al Georgia Aquarium, Stati Uniti d'America.

Lo squalo balena è un pesce che ancora oggi viene pescato da alcuni paesi dove è consumato sia crudo sia cotto, a scopi alimentari (pinne, carni), industriali (olio di fegato) e popolari (è un ingrediente della medicina tradizionale cinese).

Nel 1982 la commissione ONU sul mare lo classifica come specie migratoria bisognosa di studi scientifici per capirne il rischio estinzione. Nel 1999 la Convenzione di Bonn sulle specie migratorie la considera specie con una condizione sfavorevole di conservazione e dal 2003 si cerca di proibirne diplomaticamente il commercio nei paesi che cacciano e consumano squali balena.
La IUCN Red List lo classifica come in pericolo.
Dal 2005 tre esemplari sono ospitati in cattività nell'Acquario Churaumi di Okinawa (Giappone) mentre una coppia è ospitata nel Georgia Aquarium ad Atlanta.

## Nella cultura di massa
Destiny, personaggio del film Pixar Alla ricerca di Dory (2016) è uno squalo balena.